# Außerberg
Außerberg ist eine Streusiedlung (Zerstreute Häuser) der Fraktion Unterrotte in der Gemeinde St. Jakob in Defereggen im Defereggental (Osttirol).

## Geographie
Außerberg liegt in rund 1560 Metern Höhe an den Südwestabhängen des Weißen Beils bzw. an der Sonnenseite des Defereggentales. Der Ort ist über eine Straße erreichbar, die nördlich des Dorfes St. Jakob den Trojer Almbach überquert und in Serpentinen über die Trojen die Streusiedlung Außerberg erreicht. Die Straße führt weiter zu den östlich gelegenen Einzelsiedlungen bzw. Einzelhöfen Ede, Maik und Trogach.
Außerberg besteht aus den Hofstellen Maiger (Unterrotte 30), Pfischger (Unterrotte 32), Haesler (Unterrotte 35), Schmieds auf der Eggn (Unterrotte 38a/b) und Lenzen (Unterrotte 39). Auf Grund der Nähe wird Trojen teilweise auch Außerberg zugerechnet. Von der Statistik Austria werden Außerberg und Trojen jedoch getrennt geführt. Die Hofstellen Schmieds auf der Eggn und Lenzen werden zusammen auch als Rotte Eggen bezeichnet, der westliche Teil von Außerberg als Obkirchen. Als aktive landwirtschaftliche Betriebe weist das Tiroler Rauminformationssystem noch die Höfe Maiger, Pfischger und Lenzen (Stand Oktober 2022) aus.

## Geschichte
Westlich der Gebäude von Außerberg befindet sich die Flur Obkirchen und der Obkircher Bannwald. Die Flurnamen gehen auf die Schwaige (Urhof) Obkirchen zurück, die der Grundherrschaft des Schlosses Rabensteinschen Benefiziums in der Liebburg Lienz unterstand. Den Namen verdankte die Schwaige der Lage oberhalb der Kirche des Dorfes St. Jakob, wobei die Schwaige auch namengebend für den Richter Martin Oberkircher war, der um 1490 als Richter im görzischen Defereggen wirkte. Der Schwaighof war in der Pustertalischen Steuerbeschreibung von 1545 bereits auf zwei Bauern aufgeteilt, im 18. Jahrhundert war der Besitz sogar auf bis zu zwölf Besitzer aufgesplittert. Der östliche Teil von Außerberg geht auf die Schwaige Trojen (auch Tröjen) zurück. Die Schwaige Trojen gehörte zur Grundherrschaft der Herrschaft Lienz, die später gegründete, westlich gelegene Raut (Neurodung) Eggen unterstand der Grundherrschaft des Schloss Bruck. Im Norden von Außerberg bestand zudem die Schwaige Stock, deren Name sich von Baumstrünken ableitete und dem Schloss Bruck in Lienz unterstand.
Außerberg wurde lange Zeit bei Volkszählungen nicht extra ausgewiesen, sondern bei Unterrotte eingerechnet. 1923 wurde Außerberg als Streusiedlung mit 13 Gebäuden mit 56 Einwohnern genannt, 1951 waren es 59 Menschen und 11 Gebäude. Zu dieser Zeit existierte auch die Siedlung Stock noch, die jedoch wegen Lawinengefahr in der Folge entsiedelt wurde.
1961 lebten in der Streusiedlung 54 Menschen in acht Wohngebäuden, 1981 waren es 32 Einwohner in sieben Wohngebäuden.

## Bauwerke
Das Tiroler Kunstkataster weist für die Ortschaft 13 Einträge auf.

### Maiger

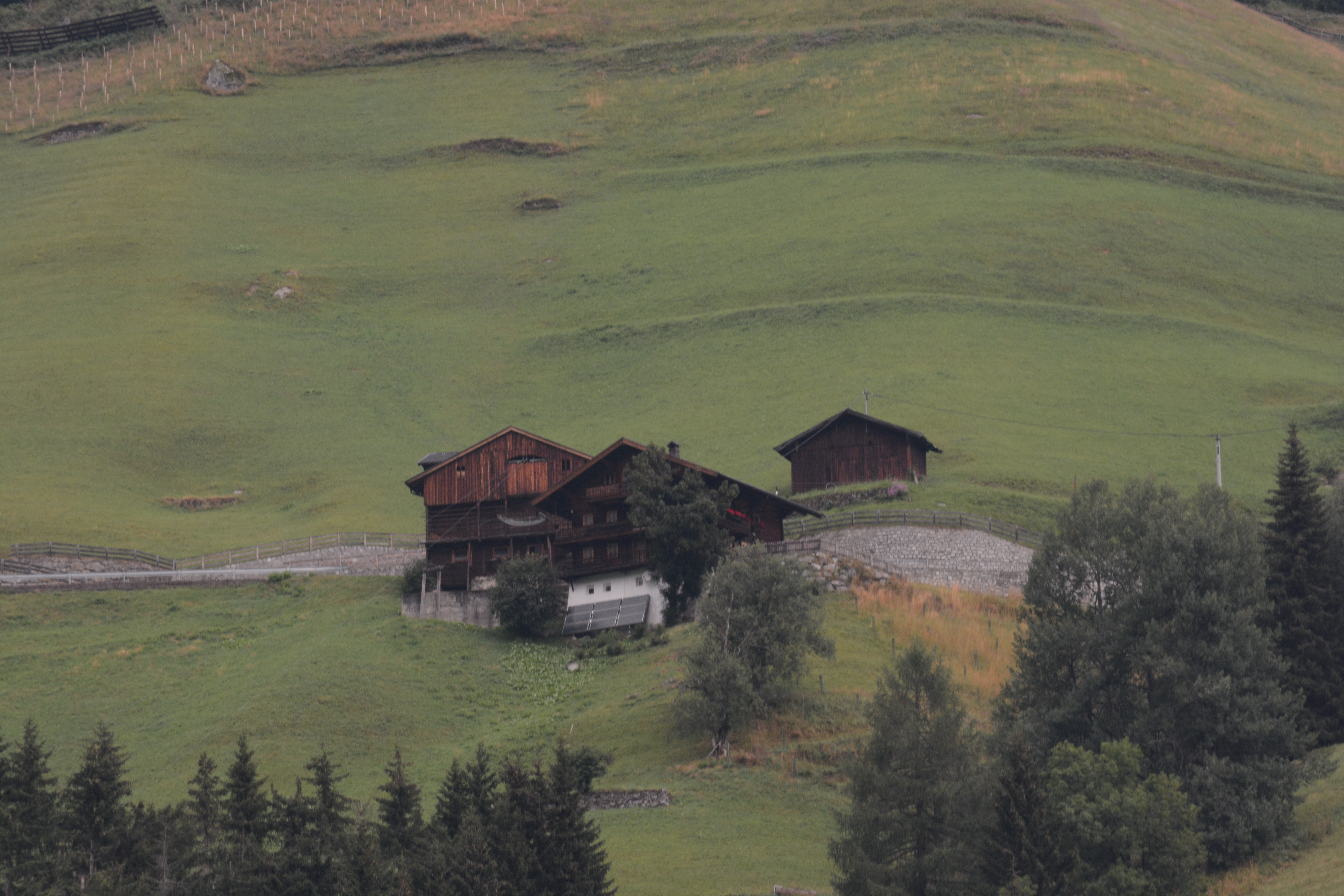
Bauernhof Maiger, Paarhof mit zusätzlichem Wirtschaftsgebäude

Die Hofstelle Maiger (Unterrotte 30) besteht aus einem Paarhof und einem weiteren Wirtschaftsgebäude. Das zweigeschoßige Wohngebäude des Paarhofs wurde in steiler Hanglage errichtet und besitzt vermutlich einen Baukern aus dem 18. Jahrhundert mit Umbauten aus dem 19. Jahrhundert und Dachausbau um 1966. Das Gebäude besitzt ein talseitig gemauertes Kellerfundament und wurde in Kantblockbauweise gezimmert. An den Giebelfassaden befinden sich teilweise umlaufende Söller. Das zugehörige Wirtschaftsgebäude wurde in kombinierter Holzbauweise gezimmert und besitzt einen traufseitig erschlossenen Stall, eine Tenne im Obergeschoß und eine Heulege im Dachraum. Der Baukern stammt wohl aus dem 19. Jahrhundert, Umbauten erfolgte um 1640 und um 2000. Zum Ensemble gehört auch ein zweigeschoßiges, schmales Wirtschaftsgebäude mit Satteldach, das im 20. Jahrhundert anstelle eines älteren Vorgängerbaus als Ständerbau mit senkrechter Bretterschalung errichtet wurde.

### Pfischger
Das Wohngebäude des Paarhofes Pfischger (Unterrotte 32) war ein zweigeschoßiges Bauernhaus mit Mittelflurgrundriss, dass einen Baukern, vermutlich aus dem 18. Jahrhundert, besaß. Es war zur Gänze in Kantblockbauweise gezimmert und besaß ein teilweise gemauertes Kellerfundament. Die Fenster wiesen hölzerne Dreieckgiebelaufsätze auf, an der Eingangstür befand sich ein vorgeblendeter, geschnitzter Rahmen mit seitlichen Pilastern und IHS-Monogramm. 2014 brannte das Bauernhaus nieder. Das Wirtschaftsgebäude des Paarhofs stammt vermutlich aus dem 19. Jahrhundert und wurde mehrfach umgebaut. Es wurde in kombinierter Holzbauweise (Block-, Ständer- und Ständerbohlenbauweise) errichtet und besteht aus Stall, Tenne und Heulege.

### Haesler/Peters

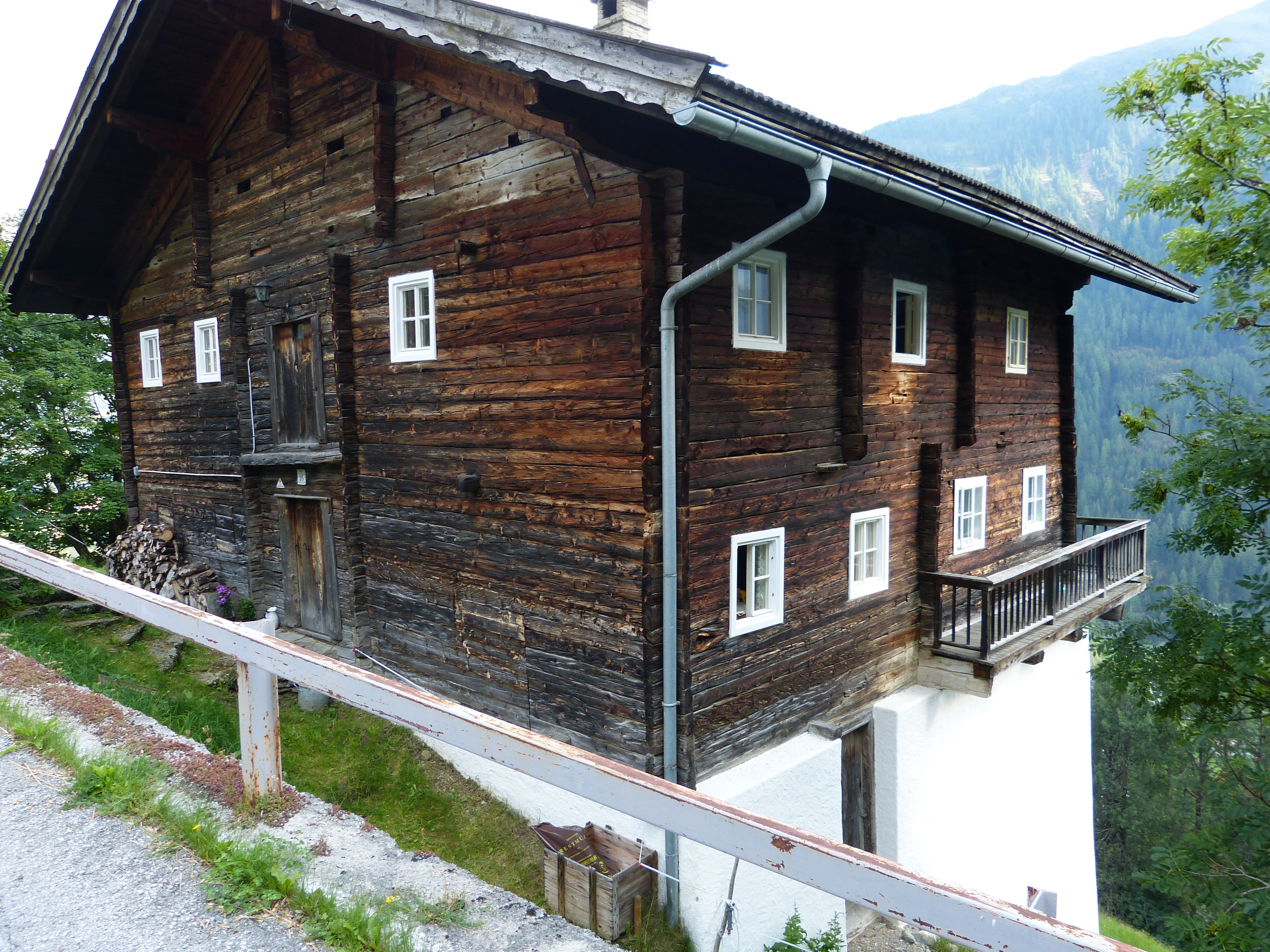
Das denkmalgeschützte Bauernhaus Peters

Das Bauernhaus Haesler, auch Peters, entstand durch Teilung der Schwaige Obkirchen. Die Bebauung ist urkundlich um 1780 belegt und war ursprünglich ein Doppelwohnhaus mit Mittelflurgrundriss aus dem 17. Jahrhundert. Das Haus wurde in steiler Hanglage auf einem hohen Mauersockel als zweigeschoßiger Kantblockbau mit aufgestocktem Blockpfettendach errichtet. Es besitzt eine fünfachsige Giebelfront, im Süden vorgelagerte Söller und in der westlichen Haushälfte eine Rauküche mit getäfelter Stube. Das Haus steht unter Denkmalschutz.

### Rotte Eggen
Auf der Hofstelle Schmieds auf der Eggen bestehen zwei materiell geteilte Wohngebäude, die aneinander gebaut wurden. Das größere der beiden Teile (Vattis) besitzt einen Baukern aus dem 18. Jahrhundert und wurde als zweigeschoßiges Bauernhaus über talseitig gemauertem Kellerfundament in Kantblockbauweise errichtet. Das um 2000 sanierte Wohnhaus besitzt an der Talseite umlaufende Söller sowie barocke Baudetails. Das kleinere der beiden Wohngebäude (Goren) stammt vermutlich ebenfalls aus dem 18. Jahrhundert. Es handelt sich ebenfalls um einen zweigeschoßigen Kantblockbau mit schindelgedecktem Blockpfettendach. Bei den zugehörigen Wirtschaftsgebäuden handelte es sich um ein entlang der Firstlinie materiell geteiltes Haus, das vermutlich aus dem 17. Jahrhundert stammte. Das Objekt wurde jedoch um 2005 abgerissen. Nördlich besteht noch ein Kornkasten aus dem 19. Jahrhundert. Im Ortsteil Eggen besteht zudem das Bauernhaus Lenzen, das jedoch im 20. Jahrhundert neu errichtet wurde. Zum Hof gehört auch das nördlich gelegene Brunnenhaus.